# Fons van Wissen
Gerardus Jacobus Alphonsus van Wissen, más conocido como Fons van Wissen (Margraten, 21 de marzo de 1933-7 de julio de 2015), fue un futbolista neerlandés que jugaba en la demarcación de centrocampista.

## Biografía
Debutó como futbolista en 1951 con el MVV Maastricht tras formarse en las categorías inferiores del RKVVM. Jugó en el club un total de siete años, consiguiendo como mejor resultado un tercer puesto en la Eredivisie en 1955. En 1958 fue traspasado al PSV Eindhoven, con quien ganó la Eredivisie de 1963 tras ganar al AFC Ajax por 5-2 en un partido que no pudo disputar por lesión. Además, capitaneó al club durante dos años. Finalmente, tras fichar por el Helmond Sport en 1967, y jugar en el club durante dos años, se retiró.
Falleció el 7 de julio de 2015 a los 82 años de edad.

## Selección nacional
Jugó un total de 30 partidos con la selección de fútbol de Países Bajos. Debutó el 28 de abril de 1957 en un partido amistoso contra Bélgica que finalizó con un resultado de empate a uno. Llegó a disputar la clasificación para la Copa Mundial de Fútbol de 1958, la clasificación para la Copa Mundial de Fútbol de 1962, la clasificación para la Eurocopa 1964 y la clasificación para la Copa Mundial de Fútbol de 1966, fase en la que disputó su último partido, contra Albania el 25 de octubre de 1964, y que finalizó con un resultado favorable al combinado neerlandés por 0-2.

### Goles internacionales
| # | Fecha                   | Estadio                                   | Oponente              | Gol | Resultado | Competición |
| - | ----------------------- | ----------------------------------------- | --------------------- | --- | --------- | ----------- |
| 1 | 17 de noviembre de 1957 | Stadion Feyenoord, Róterdam, Países Bajos | Bélgica               | 1–0 | 5–2       | Amistoso    |
| 2 | 13 de abril de 1958     | Bosuilstadion, Amberes, Bélgica           | Bélgica               | 0-2 | 2–7       | Amistoso    |
| 3 | 23 de abril de 1958     | Stadion Feyenoord, Róterdam, Países Bajos | Antillas Neerlandesas | 6–0 | 8-1       | Amistoso    |
| 4 | 23 de abril de 1958     | Stadion Feyenoord, Róterdam, Países Bajos | Antillas Neerlandesas | 7–0 | 8-1       | Amistoso    |

## Clubes
| Club           | País         | Año       | Partidos | Goles |
| -------------- | ------------ | --------- | -------- | ----- |
| MVV Maastricht | Países Bajos | 1951-1958 |          |       |
| PSV Eindhoven  | Países Bajos | 1958-1967 | 232      | 25    |
| Helmond Sport  | Países Bajos | 1967-1969 |          |       |

## Palmarés

### Campeonatos nacionales
| Título     | Club          | País         | Año  |
| ---------- | ------------- | ------------ | ---- |
| Eredivisie | PSV Eindhoven | Países Bajos | 1963 |